# Самсоново (Алтайский край)
Самсоново — село в Шипуновском районе Алтайского края России. Административный центр Самсоновского сельсовета.

## География
Село находится в центральной части Алтайского края, в пределах степной зоны Предалтайской равнины, на берегах реки Самсонихи, к северу от реки Чарыш, на расстоянии примерно 29 километров (по прямой) к востоку-юго-востоку (ESE) от села Шипуново, административного центра района. Абсолютная высота — 167 метров над уровнем моря.
Климат характеризуется как континентальный. Средние показатели температуры воздуха в зимний период находятся в диапазоне между −15 и −10 °C, летом — в диапазоне между 15 и 20 °C. Количество осадков, выпадающих зимой, в среднем составляет 167 мм, летом — 273 мм.

## История
Основано в 1776 году. По данным 1926 года имелось 340 хозяйств и проживало 1957 человек (в основном — русские). Действовали школа I ступени и лавка общества потребителей. В административном отношении село являлось центром Самсоновского сельсовета Чарышского района Рубцовского округа Сибирского края.

## Население
| 1926 | 1997 | 1998 | 1999 | 2000 | 2001 | 2002 |
| ---- | ---- | ---- | ---- | ---- | ---- | ---- |
| 1957 | ↘869 | ↘863 | ↘861 | ↗863 | ↗879 | ↘862 |
| 2003 | 2004 | 2005 | 2006 | 2007 | 2008 | 2009 |
| ↘838 | ↘816 | ↘807 | ↗849 | ↗867 | ↗868 | ↗883 |
| 2010 | 2011 | 2012 | 2013 |      |      |      |
| ↘776 | ↘771 | ↘739 | ↗750 |      |      |      |

Согласно результатам переписи 2002 года, в национальной структуре населения русские составляли 93 %.

## Инфраструктура
В селе функционируют средняя общеобразовательная школа, детский сад, и фельдшерско-акушерский пункт.

## Улицы
Уличная сеть села состоит из шести улиц и пяти переулков.